# 斑岩芋属
斑岩芋属（学名：Colletogyne）是天南星科的一属。

## 下属物种
本属包括以下物种：
- 斑岩芋 Colletogyne perrieri Buchet